# Ganton Golf Club
De Ganton Golf Club is een golfclub in North Yorkshire, Engeland. Het is een van de drie clubs waar zowel de Ryder Cup als de Walker Cup als de Curtis Cup is gespeeld.

## Geschiedenis

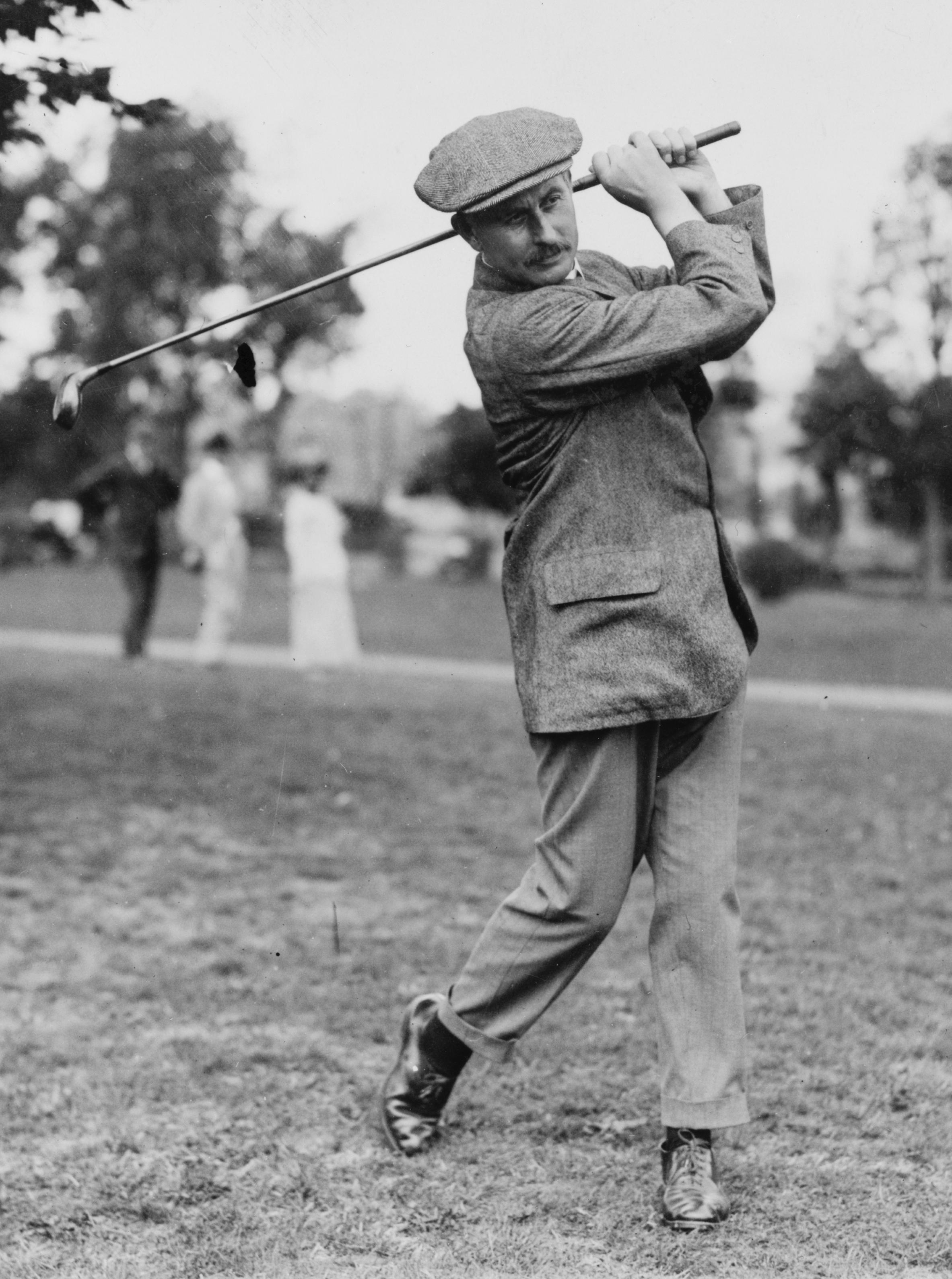
Harry Vardon

De golfbaan werd in 1891 geopend. Hij was aangelegd door Tom Chisholm met behulp van de eerste pro op de club, Robert Bird, en de greenkeeper. Het terrein was ooit een deel van de Noordzee en het zand was een ideale ondergrond voor een golfbaan. Het terrein maakte deel uit van Sir Charles Legard's Ganton Estate. Zijn huis, Ganton Hall, ligt niet ver van het huidige clubhuis.
Historische spelers hebben op Ganton gespeeld. Zo versloeg de 25-jarige Harry Vardon in 1895 de 24-jarige JH Taylor met 8 & 6. Dit was voor Vardon het begin van een grote golfcarrière. Mede door zijn succes werd ook Ganton beroemd. Later dat jaar mocht hij het Brits Open spelen wat hij het jaar daarop voor het eerst won. Harry Vardon was Gantons clubprofessional van 1896-1903. Hij won in die periode drie keer het Brits Open. Vardon werd opgevolgd door Ted Ray.

### De baan
Samen met Ray, James Braid en JH Taylor werd de baan in 1905 grondig veranderd. Andere verbeteringen werden in de loop der jaren aangebracht door Harry Colt (1907, 1911, 1913), Alister McKenzie (1912, 1920), Tom Simpson (1934) en na de Tweede Wereldoorlog door CK Cotton.

## Beroemde spelers
In 1899 won Vardon een demonstratietoernooi van Willie Park jr. en twee dagen later won hij met John Ball jr. een foursome van Freddie Tait en Willie Park.

## Toernooien
- Yorksire kampioenschap: in 1895 werd voor het Yorkshire-kampioenschap op Ganto gespeeld, dit zou nog 23 keer herhaald worden. Ook het dameskampioenschap werd vanaf 1899 herhaaldelijk op Ganton gespeeld.
- Nationaal dameskampioenschap: dit werd vijf keer op Ganton gespeeld. Joyce Wethered won het in 1923, Hannah Barwood in 2007.
- Nationaal herenkampioenschap: dit werd ook vijf keer op Ganton gespeeld. In 1968 werd het gewonnen door Michael Bonallack nadat hij begonnen was met een ronde van 61. Aangezien het matchplay was, telde dit niet als baanrecord.

De club is ook gastheer geweest van diverse grote internationale toernooien:
- 1949: Ryder Cup, gewonnen door de Verenigde Staten met 7-5
- 1951: Internationale Mixed Foursomes
- 1953: News of the World Match Play Championship
- 1975: Dunlop Masters, gewonnen door Bernard Gallacher
- 1981: Sun Alliance PGA Championship, gewonnen door Nick Faldo
- 1995: Vagliano Trophy
- 2000: Curtis Cup
- 2003: Walker Cup, gewonnen door het team van Groot-Brittannië en Ierland

Het Brits Amateur werd ook op Ganton gespeeld, winnaars waren Gordon Clark (1964), Peter McEvoy (1977) en Gary Wolstenholme (1991).
Het Brits Amateur voor dames werd in 2010 voor de vierde keer op Ganton gespeeld, winnares was Kelly Tidy.

## Ganton Hall
Het huis werd rond 1860 met rode bakstenen gebouwd en heeft twee verdiepingen en een zolderverdieping. De plattegrond is de vorm van een H. Het huis behoort sinds 1987 bij de English Heritage en staat geregistreerd onder nummer 329345.
Het landgoed was eigendom van de familie Legard. John Legard werd door Karel II van Engeland als dank voor bewezen trouw in de adelstand verheven. In 1910 werd het landgoed verkocht aan de familie Wrigley. De huidige bewoners (2011) zijn Nicholas Wrigley en zijn echtgenote. Het bedrijf N & P Wrigley handelt in bollen.